# Karakul (ovella)
|  | Per a altres significats, vegeu «Karakol». |

Karakul o qaraqul és una raça d'ovelles domèstiques que s'originà a l'Àsia central. Aquestes ovelles produeixen la llana coneguda com a caracul. Algunes evidències arqueològiques apunten a que les ovelles karakul van ser criades a la zona des de l'any 1400 aC. Les ovelles karakul procedeixen de les zones desèrtiques de l'Àsia central, on són conegudes per a poder alimentar-se i prosperar en condicions de vida extremadament dures. Poden sobreviure a condicions extremes de sequera gràcies a que emmagatzemen greix a les seves cues. Les ovelles karakul també són criades en zones de Namíbia després que els colonitzadors alemanys les portessin a principis del segle xx. Allà van esdevenir una indústria important que acabà col·lapsant principalment pels canvis de moda i per les campanyes contra les indústries pelleteres. Actualment hi ha granges d'ovelles karakul a tots els continents.

## Característiques
Les ovelles karakul són animals de mida mitjana. Es diferencien de manera radical de moltes altres tipus d'ovella, i corresponen al tipus d'ovella de cua ampla. Emmagatzemen greix a les seves cues com a font de nutrició i d'hidratació -semblants a les gepes dels camells-. Generalment són altes i de coll allargat i estret. La seva línia superior és més alta al llom, amb la gropa llarga i inclinada. Presenten les orelles llargues i apuntant cap abaix i lleugerament cap endavant; aquestes varien des d'una forma de u a forma de ve baixa o, en alguns casos no presenten orelles. Poden presentar banyes, sobretot els mascles. Es caracteritzen pel pelatge que sol ser de color negre degut a un gen dominant.

## Usos per part dels humans

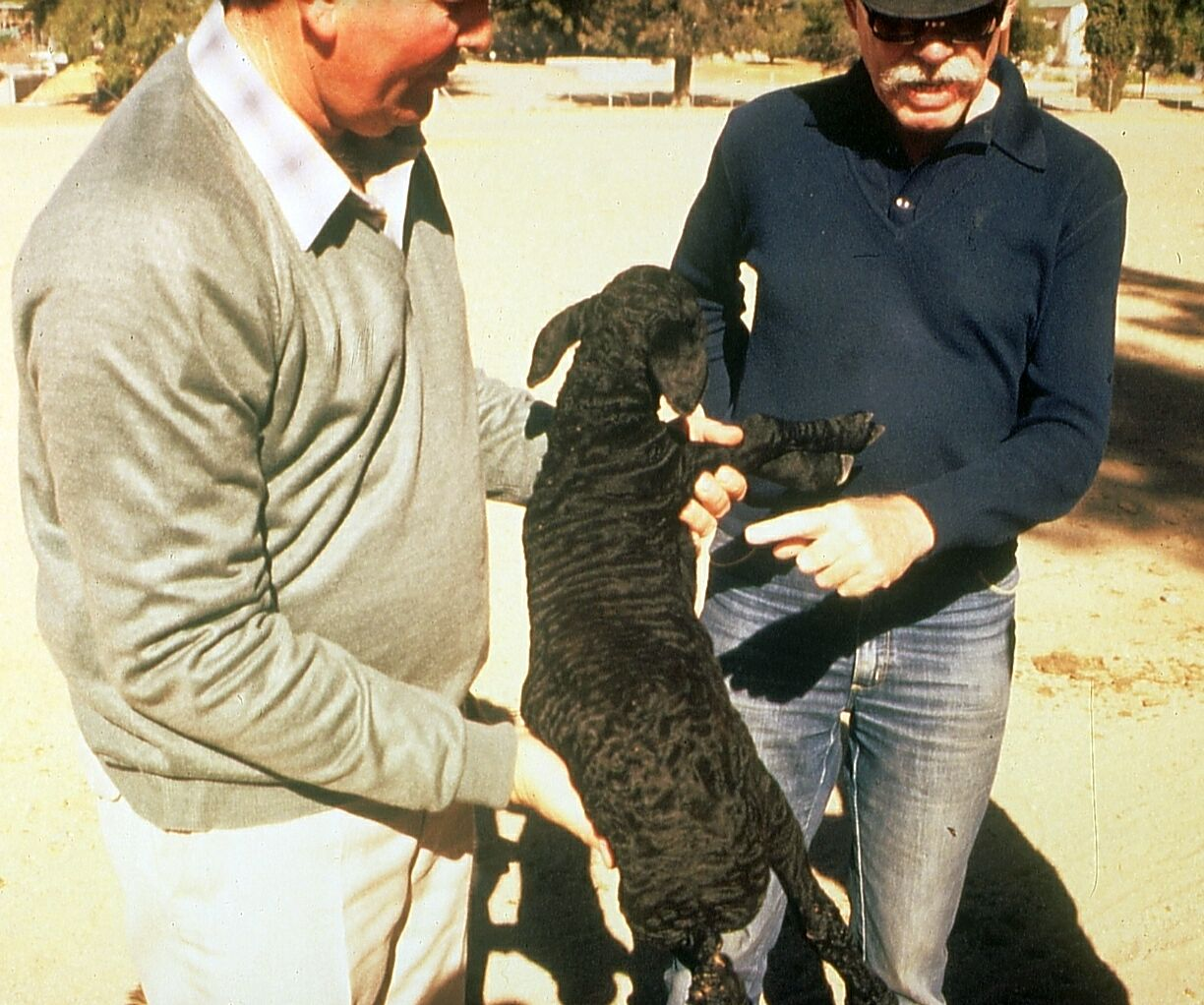
Corder karakul de color negre

Inicialment, les ovelles Karakul es van criar principalment per la pell dels corders molt petits. Aquests corders presenten pells de color negre amb pèls molt brillants i arrissats; en la indústria pelletera s'anomenen corders negres. La llana d'ovella Karakul adulta, classificada com a llana de catifa és una barreja de fibres grosses i fines, de 15 a 25 cm de llargada i amb colors que varien des del negre al marró o el gris. Les ovelles karakul van ser importades als Estats Units l'any 1909 i al sud d'Àfrica a principis del segle xx. Malgrat que són emprades principalment en pelleteria, també s'usen per a la producció de carn, llet i llana.

### Pelleteria
Els corders karakul molt joves o inclús fetals són molt apreciats per les seves pells. Les pells d'ovella karakul acabades de nàixer es denominen karakul, swakara (terme del sud-oest d'Àfrica), astrakhan (en rus), corder persa o anyell de Persia (italià), krimmer (rus) i garaköli bagana (turcman). Els termes per al corder acabat de néixer o el fetal s'usen indistintament tot i que també hi ha termes específics per a les fetals: broadtail (anglès), breitschwanz (alemany) i karakulcha.
Els corders han de tenir un mínim de tres dies de vida abans de ser sacrificats perquè la pell i el pèl no perdi algunes propietats com ara la preuada coloració o els rinxols. Els colors foscos de la pell són dominants i els corders sovint enfosqueixen conforme maduren. Les pells dels fetus s'agafen d'avortaments involuntaris, induïts o a partir del sacrifici de la mare. Amb les pells es confeccionen diverses peces de roba comara l'astrakhan o el capell karakul; també s'han emprat les pells per a l'alta costura.

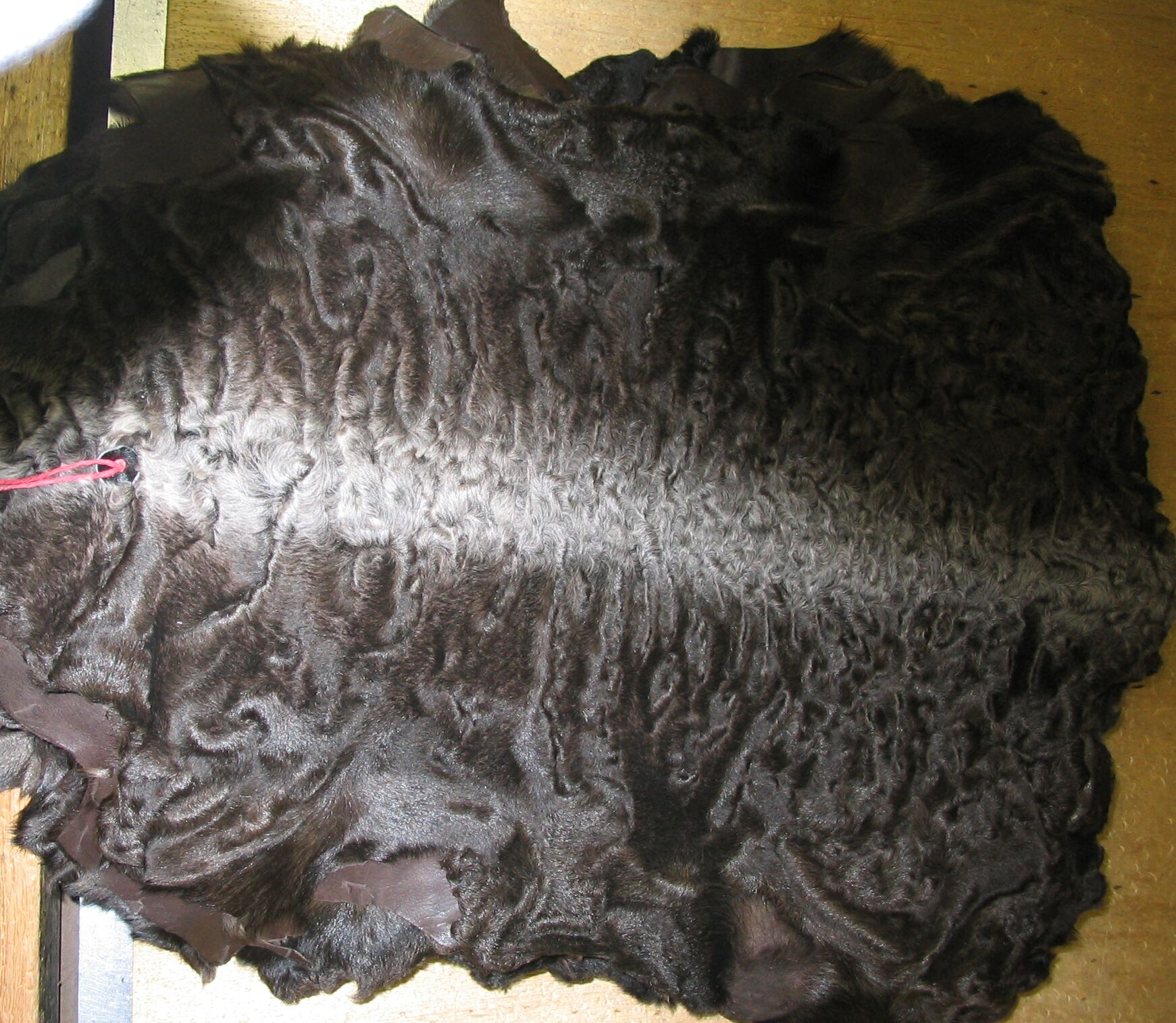
Pell de karakul (astrakhan)
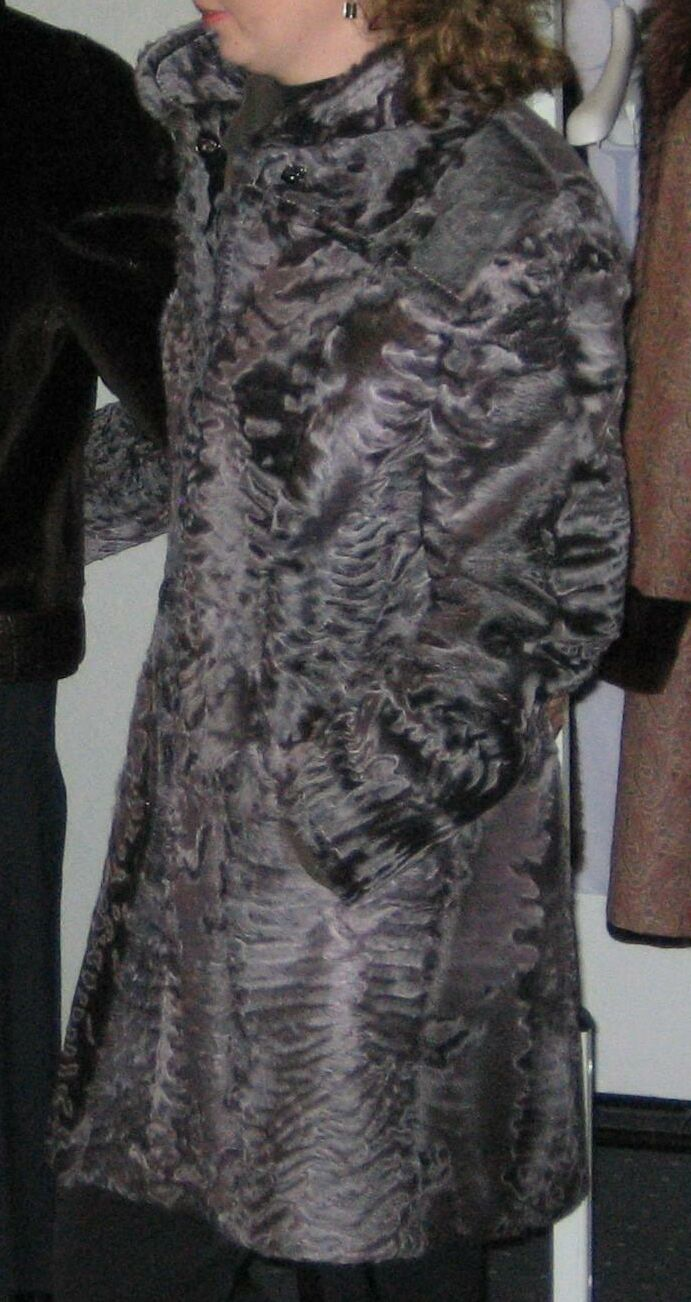
Abric per a dona amb pell de karakul
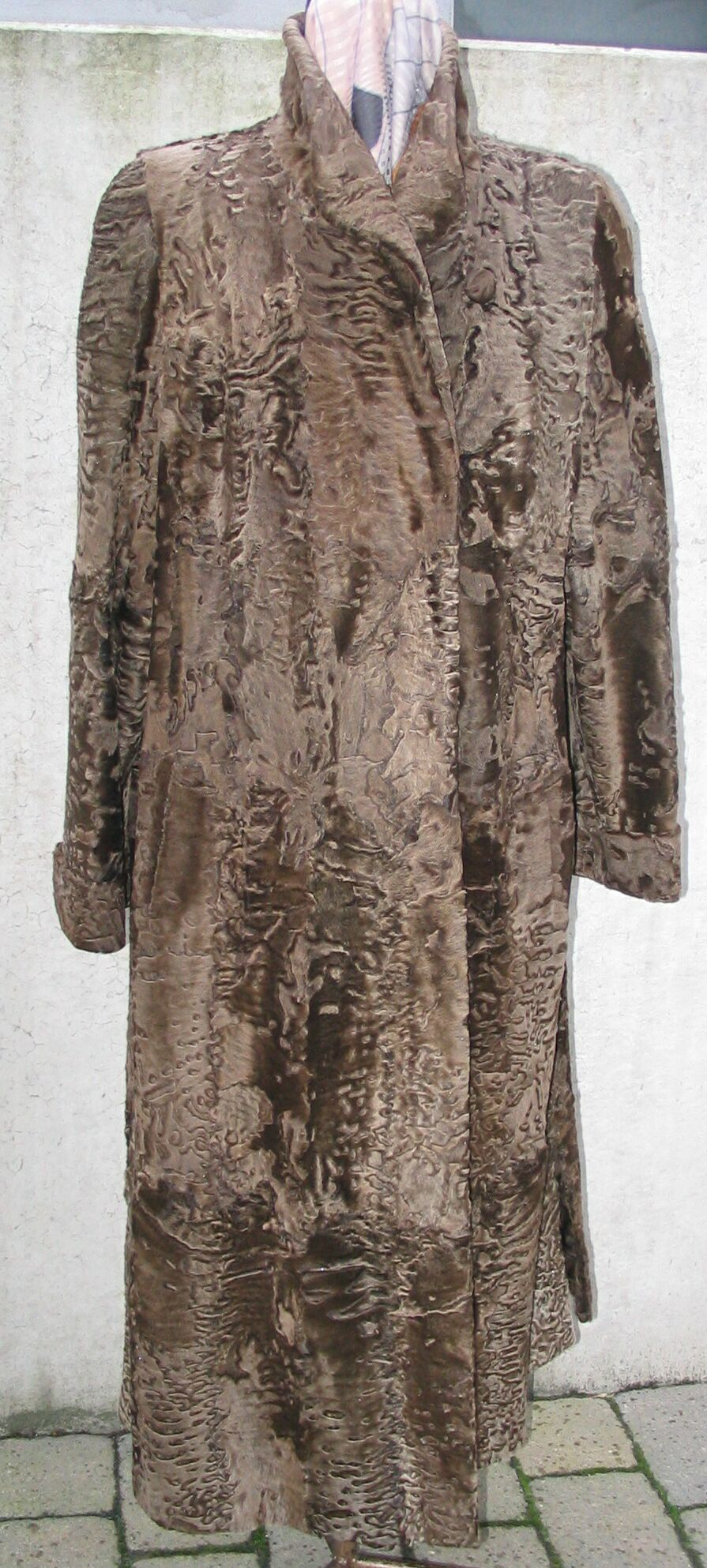
Abric de dona amb pell de karakul